# Таврійська сільська рада (Запорізький район)
Таврійська сільська рада — орган місцевого самоврядування Таврійської сільської громади у Запорізькому районі Запорізької області.

## Загальні відомості
Історична дата утворення: в 1921 році. Водоймища на території, підпорядкованій раді: річка Конка.

## Населені пункти
Сільській раді підпорядковані населені пункти:
- с. Таврійське
- с. Юрківка
- с. Любимівка

## Склад ради
Рада складається з 20 депутатів та голови.

### Керівний склад ради
| ПІБ                       | Основні відомості                                                 | Дата обрання | Дата звільнення |
| ------------------------- | ----------------------------------------------------------------- | ------------ | --------------- |
| Савран Зінаїда Серверівна | Сільський голова, 1957 року народження, освіта, позапартійна      | 26.03.2006   | 31.10.2010      |
| Савран Зінаїда Серверівна | Сільський голова, 1957 року народження, освіта вища, позапартійна | 31.10.2010   |                 |

Примітка: таблиця складена за даними джерела